# Cardaria draba subsp. draba
Cardaria draba subsp. draba é uma subespécie de planta com flor pertencente à família Brassicaceae. 
A autoridade científica da subespécie é (L.) Desv., tendo sido publicada em J. Bot. Agric. 3: 163 (1814).
O seu nome comum é erva-fome.

## Portugal
Trata-se de uma subespécie presente no território português, nomeadamente em Portugal Continental.
Em termos de naturalidade é nativa da região atrás indicada.

## Protecção
Não se encontra protegida por legislação portuguesa ou da Comunidade Europeia.